# Poly Bridge 3
Poly Bridge 3 es un juego de lógica y simulación desarrollado y publicado por Dry Cactus. Es el tercer videojuego en la saga de Poly Bridge, y es la secuela del videojuego Poly Bridge 2. El juego fue lanzado en las plataformas de Linux, Windows y macOS el 30 de mayo de 2023.
Al igual que sus predecesores, el juego cuenta con un modo campaña, que se basa en completar niveles haciendo puentes con lógica, algunos de estos siendo surrealistas, además de este modo se ofrece un modo sandbox en el que se pueden crear niveles con diferentes elementos. Una de la añadiduras con respecto a los anteriores juegos es un nuevo material, base de construcción.

## Desarrollo y lanzamiento
El juego fue revelado el 16 de marzo de 2023 por el creador de la serie, el desarrollador de videojuegos con sede en Nueva Zelanda Dry Cactus, quien regresa para desarrollar y publicar el juego. El juego se lanzó el 30 de mayo de 2023 para las plataformas Linux, macOS y Microsoft Windows.